# Rio Borzia
O Rio Borzia é um rio da Romênia afluente do Rio Mureş, localizado no distrito de Mureş.